# Love Story (roman)
Pour les articles homonymes, voir Love Story.
Love Story est un roman de 1970 de l'écrivain américain Erich Segal. Segal a d'abord écrit un scénario de film, que Paramount Pictures a accepté de produire, tout en demandant à Segal de signer un roman qui accompagnerait le marketing du film. Ce roman est sorti le 14 février 1970, le jour de la Saint-Valentin,.
Love Story est devenu l'œuvre de fiction la plus vendue en 1970 aux États-Unis et a été traduit dans plus de 20 langues. Le roman est resté sur la liste des best-sellers du New York Times pendant 41 semaines, culminant à la première place.
Le film est sorti en salles le 16 décembre 1970.

## Synopsis
Oliver Barrett IV, membre d'une famille de la haute bourgeoisie de type WASP, se prépare à Harvard à reprendre l'entreprise familiale de son père Oliver Barrett III, tandis que Jennifer Cavilleri, la fille d'un boulanger du Rhode Island, est étudiante en musique au Radcliffe College. Bien que divisés par la classe sociale, Oliver et Jenny sont immédiatement attirés l'un par l'autre et commencent à se fréquenter. Ils se marient contre l'opposition du père d'Oliver, qui coupe les vivres de son fils, ce qui cause des difficultés au couple pour pouvoir financer les études de droit d'Oliver. Jenny doit abandonner ses rêves d'aller à Paris pour étudier auprès de Nadia Boulanger et est contrainte d'enseigner dans une école privée.
Le couple parvient à surmonter ces difficultés et Oliver, après son diplôme, trouve un poste bien payé dans un prestigieux cabinet d'avocats, Jonas and Marsh, ce qui annonce le début de l'aisance financière. Cependant, les jeunes mariés des difficultés à concevoir un enfant. À l'issue d'examens, un médecin diagnostique une leucémie à Jenny. Oliver emprunte de l'argent à son père pour payer les frais de santé, mais Jenny meurt de son cancer avant qu'Oliver III puisse venir dans leur chambre d’hôpital pour une réconciliation.
Oliver IV dit alors à son père : « L'amour, c'est ne jamais avoir à dire qu'on est désolé », phrase que Jenny lui avait dite lors d'une dispute.

## Réception
Le roman fut un succès commercial instantané, malgré des critiques cinglantes, qui dénoncent la pauvreté du style, la minceur de l'intrigue et la morgue des personnages masculins.
Il a été nommé pour un National Book Award, mais a été retiré de la liste lorsque les jurés ont menacé de démissionner. William Styron, qui présidait le jury pour la fiction cette année-là, l'a qualifié de « livre banal qui ne peut tout simplement pas être qualifié de littérature » et a suggéré que le simple fait même qu'il soit en lice aurait « rabaissé » les autres romans prétendants.

## Sources
On dit parfois qu'Al Gore a prétendu que l'intrigue était basée sur sa vie à Harvard. En fait, Al Gore a juste dit qu'il avait lu quelque part que les personnages étaient basés sur lui et sa femme Tipper. En 1997, l'auteur a confirmé. La confusion vient d'une citation inexacte dans le Nashville Tennessean, où Erich Segal affirme que « seul le bagage familial émotionnel du héros romantique était inspiré par le jeune Al Gore ». Al Gore et lui s'étaient rencontrés à Harvard en 1968.
David Johnston, gouverneur général du Canada de 2010 à 2017, inspira Davey, qui est dans le roman le capitaine d'une équipe de hockey sur glace ; Johnston avait été capitaine de Harvard Crimson, et l'ami et le partenaire de jogging de Segal  .

## Suite
En 1977, paraît une suite intitulée Oliver's Story, adaptée en film en 1978.